# Mulassa
|  | Per a altres significats, vegeu «La Mulassa: periòdic satíric». |

La Mulassa és una figura de mula que forma part del bestiari popular català. És una estructura de fusta coberta de draps i portada per homes que obre el pas en diverses processons del Corpus catalanes. Habitualment tira coets i correcames per la boca. És anomenada també mula guita o mula fera. És un dels elements principals de la Patum de Berga.

## Abast
- Mulassa de Badalona, mulassa que forma part del Seguici Popular de Badalona
- Mulassa de Barcelona, mulassa que forma part del Seguici Popular de la Ciutat de Barcelona[2]
- Mulassa de Falset, mulassa que forma part del Seguici Popular de Falset
- Mulassa de Manresa, mulassa que forma part del Seguici Popular de Manresa
- Mulassa de Montblanc, mulassa que forma part del Seguici Popular de Montblanc
- Mulassa de Reus, mulassa que forma part del Seguici Festiu de Reus
- Mula de Sant Feliu de Llobregat, mulassa que forma part del Seguici Popular de Sant Feliu de Llobregat
- Mulassa de Sant Feliu de Pallerols, mulassa que forma part del Seguici Popular de Sant Feliu de Pallerols
- Mulassa de Solsona, mulassa que forma part del Carnaval de Solsona
- Mulassa de Tarragona, mulassa que forma part del Seguici Popular de Tarragona
- Mulassa de Valls, mulassa que forma part del Seguici Popular de Valls
- Mulassa de Vic, mulassa que forma part del Seguici Popular de Vic
- Mulasses de Vilanova i la Geltrú, mulasses que forma part del Seguici Popular de Vilanova i la Geltrú